# Gene Mruczkowski
Gene Mruczkowski é um jogador profissional de futebol americano estadunidense que foi campeão da temporada de 2004 da National Football League jogando pelo New England Patriots.é o atual chutador dos Patriots e participou do último Super Bowl, em que os Patriots perderam para os Giants.